# Atsuko Azuma
Atsuko Azuma (japanisch 東 敦子 Azuma Atsuko, wirklicher Name 二田原 敦子 Nitahara Atsuko, * 11. Dezember 1936 in Suita; † 25. Dezember 1999) war eine  international tätige japanische Sopranistin.

## Leben
Atsuko Azuma begann ihre musikalische Ausbildung in Tokio und setzte diese in Mailand und Parma fort. Ihr Debüt gab sie im Jahr 1963.
Azuma war in verschiedenen musikalischen Bereichen tätig, darunter Hochschule, Konzert, Oper, Staat, Stadt und Theater. Sie trat weltweit auf, unter anderem an der Metropolitan Opera, der Mailänder Scala und anderen bedeutenden Opernhäusern in Italien. Darüber hinaus sang sie in Frankreich, Belgien, Deutschland und Österreich sowie in Nord- und Südamerika. In Japan war sie häufig mit der Fujiwara-Oper in Tokio zu hören.
Ihre Wirkungsorte umfassen eine Vielzahl internationaler Städte wie Augsburg, Barcelona, Belgrad, Berlin, Bordeaux, Boston, Buenos Aires, Cincinnati, Dresden, Genua, Hamburg und weitere. Sie war bekannt für ihre Vielseitigkeit und trat auf internationalen Bühnen auf. So gastierte sie etwa auch in der Wiener Staatsoper u. a. in der Hauptrolle der Opern Madama Butterfly und Pagliacci. Zudem spielte sie 1972 die Hauptrolle in der von Joachim Ludwig anlässlich der olympischen Spiele geschriebenen Oper Rashomon.

## Rezeption
Die Neue Zeitschrift für Musik schrieb 1965 im Band 126 zur Aufführung von Madama Butterfly, dass Azuma eine zarte, zierliche Sängerin mit dem fremdländischen Gesicht sei, die in ihren prachtvollen japanischen Kimonos eine Anmut der Bewegung entfaltet, die für unsere europäischen Sängerinnen sehr schwer erlernbar sei.

## Diskografie (Auswahl)
- 1969: Atsuko Azuma Sings Famous Operatic Arias (Columbia, OS-10036-J)
- 1980: Atsuko Azuma – Sings Italian Opera Arias (Phillips, PH-8545)